# 57丁目駅 (IRT2番街線)
57丁目駅（57th Street）は廃止されたIRT2番街線の駅である。下層階には島式ホーム2面3線が設けられ、ブロンクス区方面の列車が発着していた。また、上層階には島式ホーム1面2線が設けられてクイーンズ区方面（IRTフラッシング線、IRTアストリア線）の列車が発着していた。
ブロンクス方面は1940年6月11日に運行中止になり、駅自体は1942年6月13日に廃止された。